# Monte Patino
Il Monte Patìno (1.883 m s.l.m.) è una montagna della catena dei Sibillini (appennino umbro-marchigiano), situata sopra il paese di Norcia.

## Morfologia
La cima del Monte Patìno si innalza lungo la catena centrale dell'Appennino Umbro-Marchigiano (catena del Monte Cucco-Catria-Nerone), quindi più ovest della dorsale principale dei Monti Sibillini, venendosi a trovare a cavallo tra la piana di Norcia e gli altopiani di Castelluccio.
Sul lato occidentale della montagna si apre la rocciosa Valle di Patìno, che scende fino all'abitato di Norcia.
La montagna è composta da due vette disposte su una breve cresta con direzione est-ovest: la vetta principale è quella più occidentale, e con i suoi 1883 m.s.l.m. svetta a picco sopra il paese di Norcia, con la croce installata da Giovanni Paolo II in seguito al sisma del 1979. La cresta è separata dal crinale principale della dorsale da un valico chiamato Forca di Giuda, che separa il Monte Patìno dal Monte delle Rose e dal Monte Lieto.
La dorsale proseguendo verso nord fino al Monte Cardosa e alla Valle di Rapegna (Castelsantangelo sul Nera); mentre a sud il rilievo assume forme più dolci (zona dei Valloni) fino al Poggio di Croce e poi verso Forca Canapine.
Il versante occidentale declina fino alla Forca dell'Ancaràno, un valico posto tra Norcia e Preci.
Tra il Monte Lieto e il Poggio di Croce scende la Valle Cànatra fino al Pian Piccolo di Castelluccio.

## Accessi
I principali accessi per raggiungere a piedi la vetta di Monte Patino mediante alcuni percorsi escursionistici sono: il valico di Forca di Ancarano, Castelluccio e il valico di Forca di Gualdo.
| Partenza          | Percorso                                                       | Difficoltà | Distanza | Ascesa | Discesa | Note |
| ----------------- | -------------------------------------------------------------- | ---------- | -------- | ------ | ------- | --- |
| Forca di Ancarano | 852                                                            | E          | 6 km     | 902 m  | 34 m    | Chiusura parziale da Forca di Ancarano a Forca di Giuda causa eventi sismici. Acqua a Fonte di Ancarano.                   |
| Forca di Ancarano | 851 + 852 (da Forca di Giuda)                                  | E          | 7 km     | 925 m  | 62 m    | Chiusura parziale da Forca di Ancarano a Forca di Giuda causa eventi sismici. Acqua a Fonte di Ancarano e Fonte di Patino. |
| Castelluccio      | SI (Tappa N02 fino a Forca di Giuda) + 852 (da Forca di Giuda) | E          | 5,7 km   | 433 m  | 29 m    | |
| Forca di Gualdo   | 251 + 252 + 584 + 852 (da Forca di Giuda)                      | E          | 8,2 km   | 733 m  | 361 m   | |

## Galleria d'immagini

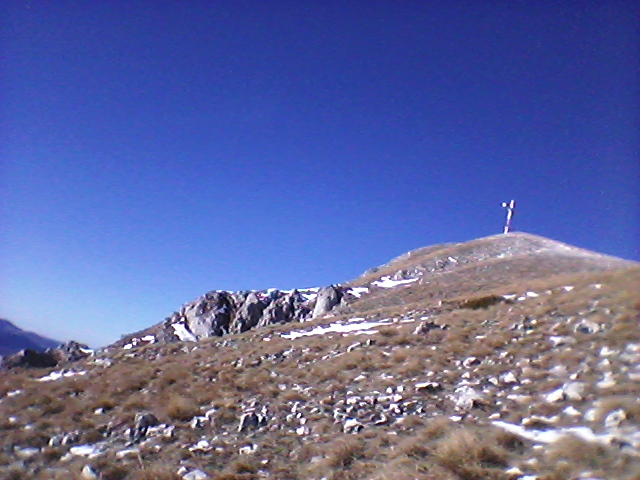
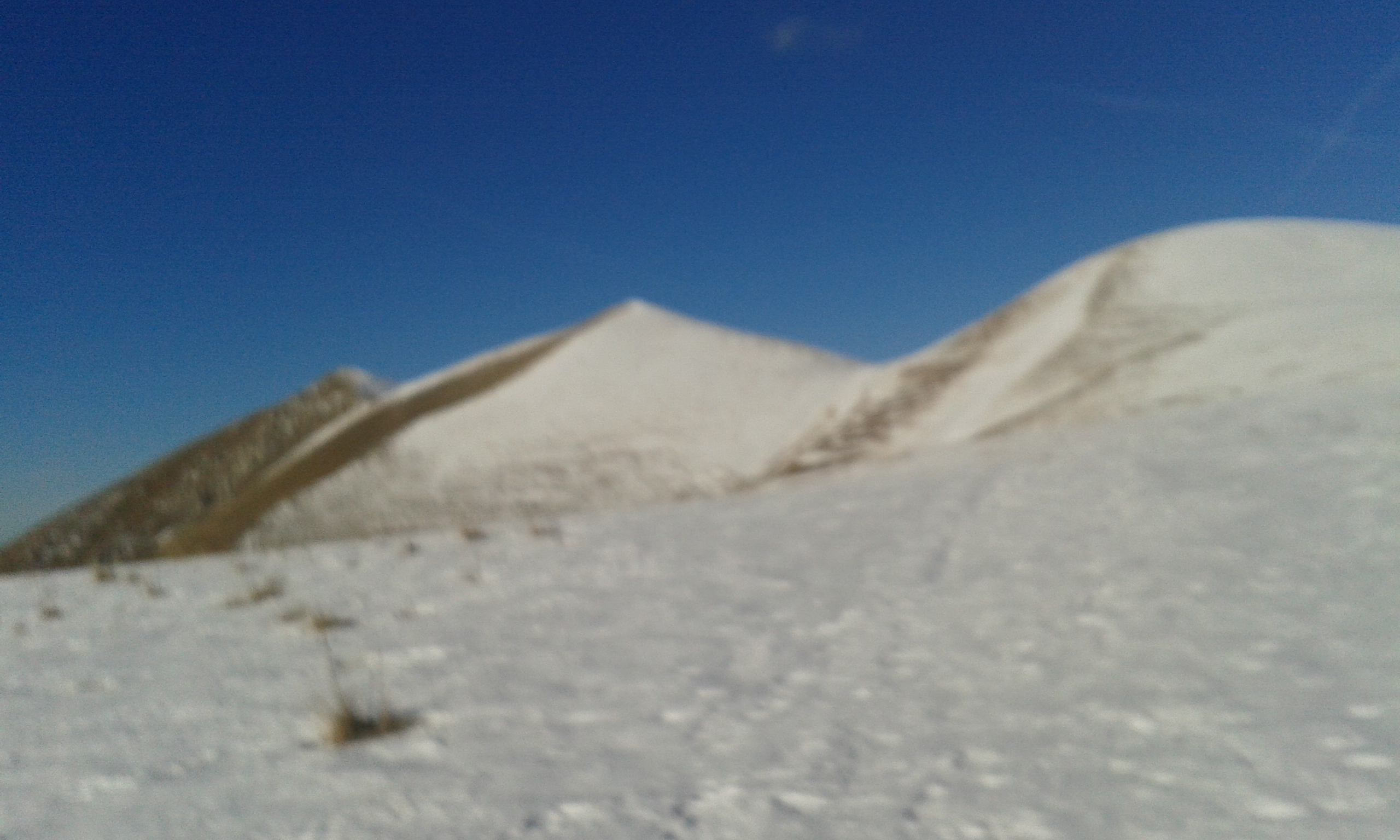
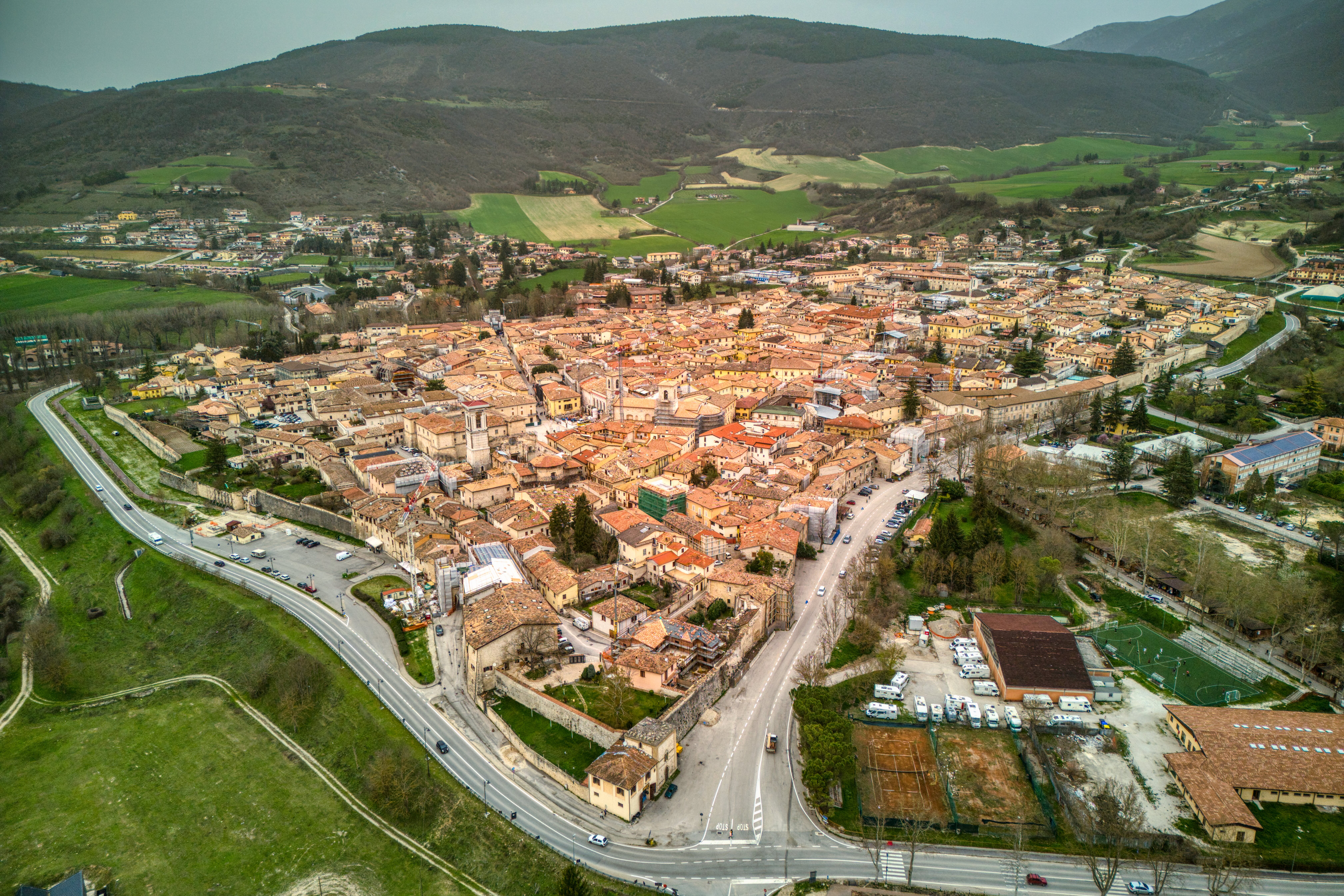
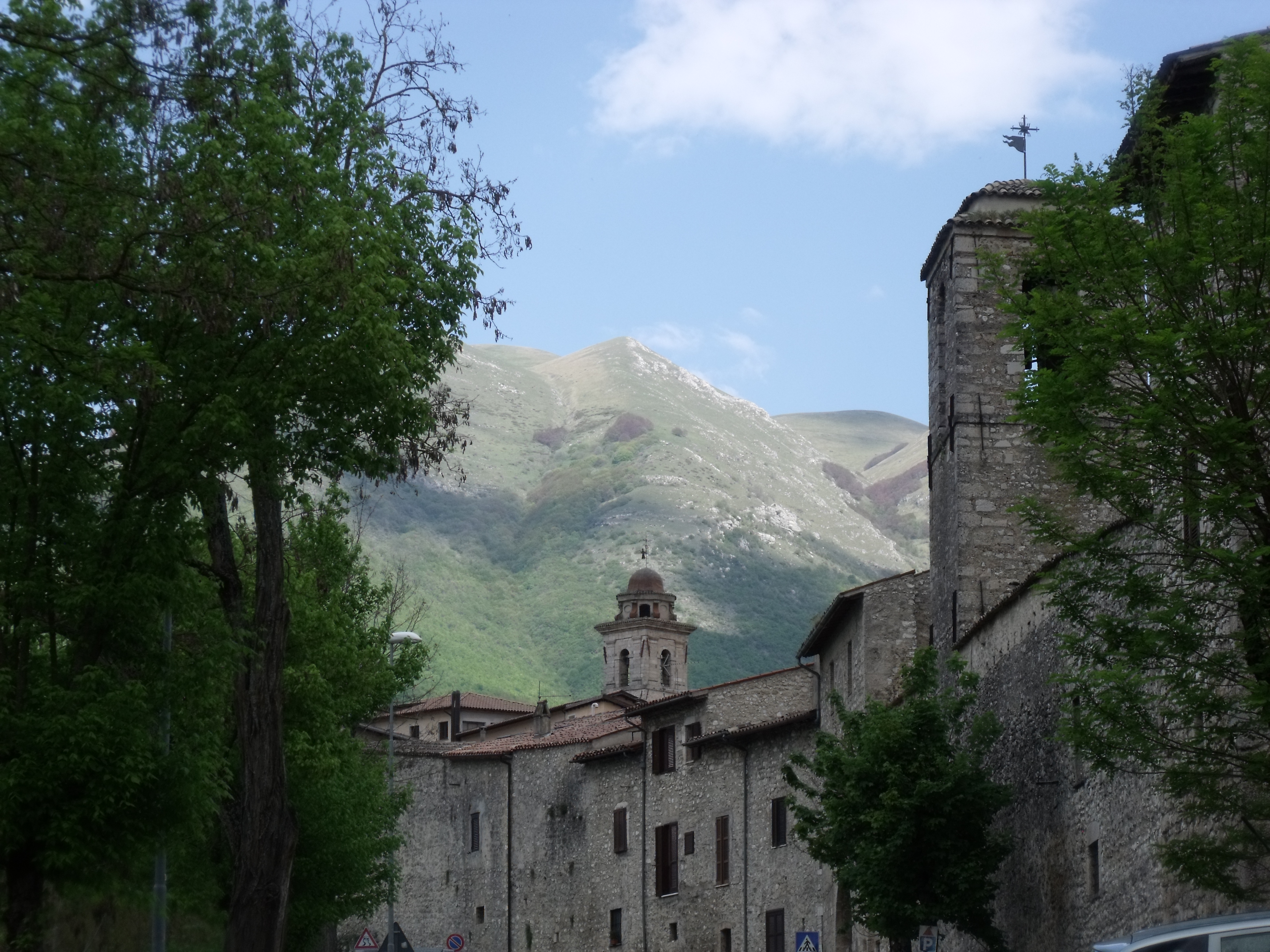
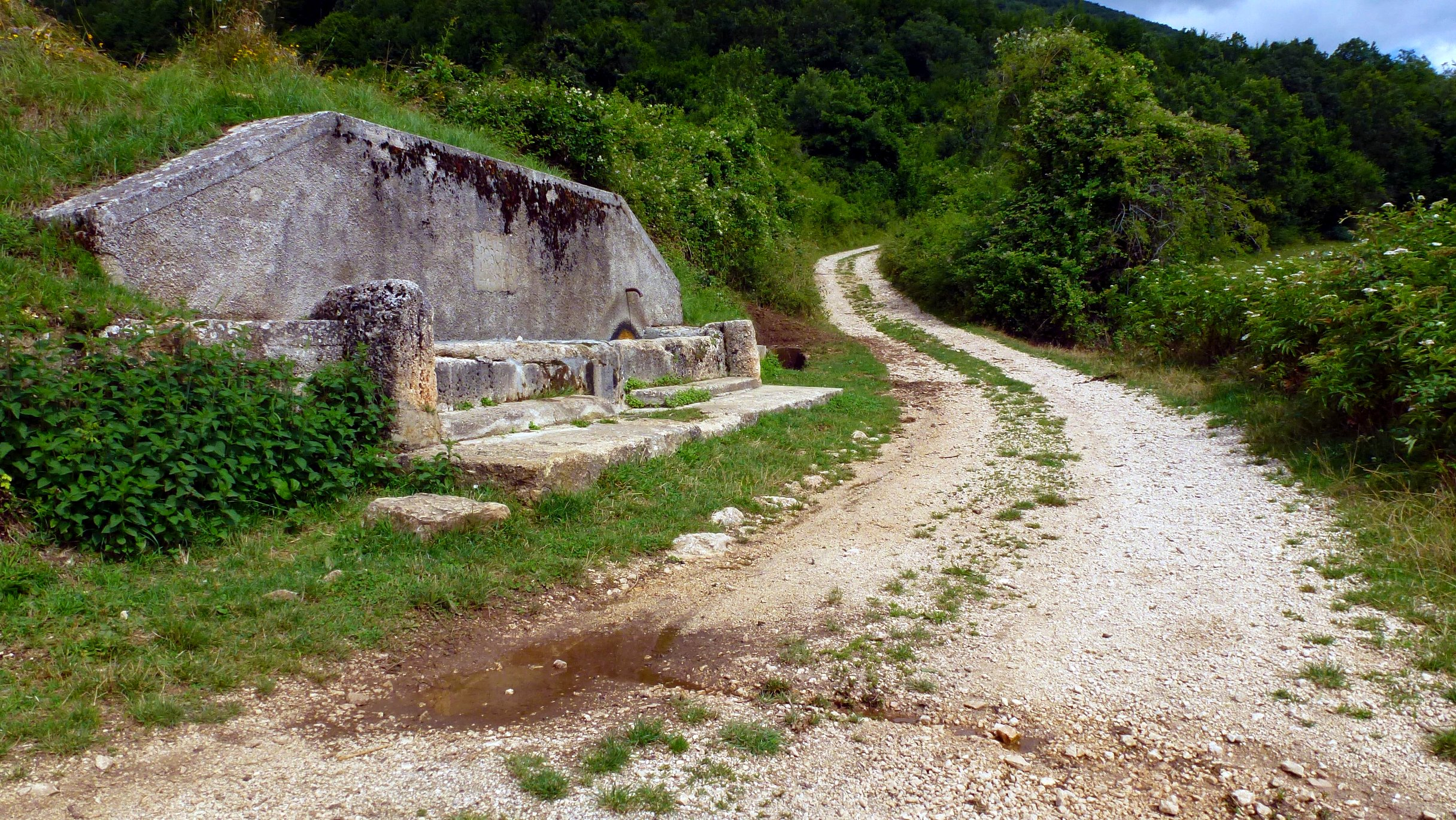